# Rinkabyholm
Rinkabyholm – miejscowość (tätort) w Szwecji, w regionie administracyjnym (län) Kalmar, w gminie Kalmar.
Według danych Szwedzkiego Urzędu Statystycznego liczba ludności wyniosła: 1631 (31 grudnia 2015), 1619 (31 grudnia 2018) i 1659 (31 grudnia 2019).